# Luis Felipe Paredes Cadena
Luis Felipe Paredes Cadena (Pasto, siglo XX) es un ingeniero y oficial militar colombiano, que se desempeñó como Jefe del Estado Mayor de ese país. Es el primer general pastuso de cuatro soles en la historia de Colombia.

## Biografía
Nació en Pasto y estudió en la Escuela Militar de Cadetes General José María Córdova, de donde se graduó el 1 de junio de 1976 con el título de ingeniero militar.
Así mismo, posee una maestría en Seguridad y Defensa Nacional de la Escuela de Ingenieros Militares, una especialización en Gerencia del Talento Humano, una especialización en Aguas Subterráneas y Perforación de Pozos Profundos para Agua, especialización en Relaciones Internacionales y especialización en Gerencia del Talento Humano. También realizó un curso avanzado de Ingenieros en Fort Leonard Wood, en Estados Unidos, y curso de Estado Mayor en Río de Janeiro, en Brasil.
Ocupó los cargos de Comandante de la Primera División del Ejército (Santa Marta), comandante de la Segunda Brigada del Ejército (Barranquilla), comandante de la Brigada Especial del Ejército Contra el Narcotráfico, inspector general del Ejército, miembro de la Junta Interamericana de Defensa en Washington, jefe de Estado Mayor de la Fuerza de Tarea Conjunta del Sur (Caquetá), director de la Escuela de Ingenieros Militares, Comandante del Batallón Antonio Baraya (Cundinamarca) y Comandante del Batallón Bejarano Muñoz (Leticia). Así mismo, fue director de la Caja Promotora de Vivienda Militar y de Policía.
El 21 de abril de 2011, fue designado como Jefe del Estado Mayor Conjunto de Colombia, en reemplazo de Gustavo Matamoros Camacho, quien fue retirado por disputas internas. Tomó posesión el 27 de abril, y lo ocupó hasta el 7 de septiembre del mismo año, cuando lo reemplazó el General José Javier Pérez Mejía.